# 밀정 (영화)
《밀정》은 2016년에 개봉한 대한민국의 영화이다. 워너브라더스가 제작투자 및 배급하여 참여한 첫 작이다.

## 줄거리
의열단의 단원인 김장옥과 주동성은 군자금 확보를 위장해 부유한 김황섭을 찾아가지만, 이는 함정이었다. 일본군에게 포위된 김장옥은 총격전에서 용감하게 싸우지만, 결국 일본 경찰 소속이 된 옛 친구 이정출과 마주하자 스스로 목숨을 끊는다. 그러나 이정출은 주동성을 조용히 풀어주고, 이로 인해 의열단 단원들 사이에 의심이 피어난다. 조회령이 주동성을 배신자로 비난하면서 내부 불신은 최고조에 달하지만, 김우진이 개입하여 신분이 노출된 주동성을 추방한다.
이 사건 이후 일본 당국은 이정출에게 김우진을 조사하라고 명령한다. 이정출과 김우진은 서로의 진짜 정체를 알아차리지만, 친구인 척 가장한다. 한편 이정출에게는 파트너인 하시모토가 배정되는데, 그의 진짜 임무는 이정출을 감시하는 것이었다. 감시가 강화되자 이정출은 하시모토의 행동을 지연시켜 의열단을 보호하려 하지만, 의열단은 간신히 상하이로 도피한다. 상하이에서 의열단 지도자 정채산과 김우진은 이정출에게 자신들의 대의를 돕도록 설득한다. 이정출은 결국 증가하는 압력 속에서 충성심을 바꿔 폭탄을 한국으로 밀수하는 것을 돕기로 동의한다.
한국으로 돌아온 이정출은 김우진에게 조직 내부에 스파이가 있다고 경고한다. 김우진은 스파이를 밝혀내기 위해 각 단원에게 다른 만남 시간을 알려주는 함정을 고안한다. 정보 유출로 스파이의 정체가 드러나자, 조회령으로 밝혀진다. 열차 안에서 긴장감 넘치는 대치 끝에 김우진은 의열단의 이름으로 그를 처형한다. 의열단이 경성에 도착하자 경찰과의 대치로 혼란이 발생한다. 연계순은 자신을 체포하려던 경찰관들을 살해하고, 총격전이 벌어져 대부분의 저항 단원들이 사망하거나 체포된다. 김우진은 도움을 받아 탈출하고, 폭탄을 밀수하는 데 성공한다.
의심을 받는 이정출은 김우진을 찾으라는 명령을 받고, 자신의 위장을 유지하기 위해 계순을 고문한다. 결국 이정출은 주동성에게 속아 당국을 김우진의 은신처로 이끈다. 김우진은 필사적인 탈출 시도 끝에 붙잡힌다. 고문으로 비밀을 누설하지 않기 위해 김우진은 자신의 혀를 깨문다. 이정출도 체포되지만, 일본에 충성을 가장하여 가벼운 형을 받는다. 재판 중 이정출은 저항 세력과 결코 한편이 아니었다고 눈물로 주장하며, 임무가 계속될 수 있도록 비협력자로 행동해 달라는 김우진의 이전 요청을 따른다.
석방된 후 이정출은 계순의 죽음을 알게 되고, 일본 협력자들이 주최하는 파티 소식을 듣는다. 임무를 완수하기 위해 적어도 한 명은 살아남아야 한다는 김우진의 마지막 소원을 기억하며, 이정출은 행사에 폭탄을 설치한다. 동시에 의열단 요원이 주동성을 암살한다. 폭탄이 터져 히가시를 포함한 고위 관료들이 사망한다. 감옥에 있는 벙어리가 된 김우진은 임무 성공 소식을 듣고 안도의 미소를 짓는다. 그의 희생은 의미를 가지게 된다. 이정출은 나중에 김장옥의 죽음을 초래했던 김황섭을 찾아 그를 살해하여 친구의 복수를 한다.

## 캐스팅
- 송강호 : 이정출 역
- 공유 : 김우진 역
- 한지민 : 연계순 역
- 엄태구 : 하시모토 역
- 이경영 : 강인국 역 - 친일파 (악역)
- 허지원 : 명우 역 - 경무국 대원
- 신성록 : 조회령 역
- 허성태 : 하일수 역
- 이설구 : 오남원 역
- 츠루미 신고 : 히가시 역
- 김동영 : 허철주 역
- 정유안 : 황의서 역
- 김동영 : 허철주 역
- 고준 : 심상도 역
- 서영주 : 주동성 역
- 권수현 : 선길 역
- 이환 : 박대이 역
- 곽자형 : 서진돌 역
- 유상재 : 박 포수 역
- 조영규 : 김학진 역
- 최유화 : 김사희 역
- 한수연 : 매향 역
- 남문철 : 김황섭 역
- 김수웅 : 사이토 역
- 최장원 : 노덕수 역
- 허형규 : 정우식 역
- 백인권 : 박웅 역
- 정도원 : 우마에 역
- 이수광 : 히데오 역
- 다케다 히로미츠 : 다케다 역
- 성일 : 박가 역
- 김의건 : 허정구 역
- 포스터 B. 버든 : 루비크 역
- 이조 오이카와 : 우마노 역
- 이케베 카즈히코 : 나카다 역
- 박상훈 : 하일수 심복 역
- 홍인 : 하일수꼬봉 역
- 정미남 : 확성기경찰 역
- 김이슬 : 기생 1 역
- 김윤주: 기생 2 역
- 전희수 : 기생 3 역
- 전여빈 : 기생 4 역
- 유재상 : 여관소년사환 역
- 오하늬 : 황서임 역
- 원진아 : 자전거수녀 역
- 신미영 : 한국인고참수녀 역
- 김민하 : 검은장갑사내 역
- 조덕제 : 허삼도 역
- 손소영 : 허철주친척 1 역
- 황무영 : 허철주친척 2 역
- 박기선 : 판사 역
- 이하나 : 일어통역사 역
- 주석태 : 검찰 역
- 권오수 : 법정방청객 역
- 홍승일 : 서대문형무소독립인사 역
- 최희도 : 식당칸일본남 역
- 조명연 : 서대문형무소인부 역
- 옥자연 : 이정출부인 역
- 금새록 : 식당칸바텐더 역ㅡ 《암살》에선 향수파는 백화점 점원
- 김태준 : 역무원 역
- 이상희 : 아기엄마 역
- 모그 : BAR피아노연주자 역
- 김정우 : BAR바텐더 역
- 김은경 : 연회장연주자들 역
- 황시원 : 연회장연주자들 역
- 윤소현 : 연회장연주자들 역
- 김미연 : 연회장연주자들 역
- 천혜원 : 연회장연주자들 역
- 박민우 : 정채산운전수 역
- 이동진 : 주동성체포경찰 역
- 전승재 : 몰살의열단 1 역
- 김문학 : 몰살의열단 2 역
- 곽민호 : 몰살의열단 3 역
- 최마로 : 1등칸국경수비대 역
- 이승진 : 노승진 역
- 정하담 : 하나코 역
- 김현준 : 밥배달청년 역
- 조하석 : 상해정보원 강종기 역
- 김종혁 : 고서점주인 역
- 노준표 : 안동짐꾼노씨 역
- 조권수 : 수녀원사복경찰 역
- 인진한 : 이정출 스탠드인, 인력거의열단 역
- 임서영 : 연계순 스탠드인, BAR종업원 역
- 시에 유첸 : 사진관어린사환 역
- 장 치지아 : 밥배달아이 역
- 낸시 K. 휴잇 : 외국인원장수녀 역
- 이승비 : 민족지도자여인 역
- 리 치앙 : 폭탄재료상사장 역
- 지은 : 폭탄재료상부인 역
- 안나 : 외국인약사 1 역
- 올리야 : 외국인약사 2 역
- 안동 : 외국인약사 3 역
- 양도현 : 변호사포시진치 역
- 전배수 : 서대문형무소간수 역
- 안나 : 외국인약사 1 역
- 니시아키 아이나 : 식당칸일본여 역
- 유 시아오동 : 공장주 역
- 조완기 : 루비크체포경찰 역
- 최재영 : 교환원 1 역
- 전수빈 : 교환원 2 역
- 임서령 : 법정호송직원 역
- 곽은진 : 법정속기사 역
- 하민 : 1등칸여승객 역
- 조윤담 : 이정출차량운전수 역
- 원진아 : 자전거수녀 역
- 남경부 : 검도 (대역)
- 데니스 김 : 검도 (대역)
- 임창국 : 검도 (대역)
- 최윤라 : 우마노여비서 역
- 이병헌 : 정채산 역 (특별출연)
- 박희순 : 김상옥 역 (특별출연)
- 백청강 : BAR남자가수 역 (특별출연)
- 전지현 : 안옥윤 역/ 미츠코 역- 한국 독립군 저격수이자 메인 여주인공 (특별출연)
- 이정재 :  염석진 역 - 임시정부 경무국 대장이자 메인 빌런 및 최종 보스 (특별출연)
- 하정우 : 하와이 피스톨 역 - 본 작의 서브 남주인공 (특별출연)
- 오달수 : 영감 역 - 하와이 피스톨의 파트너 (특별출연)
- 조진웅 : 추상옥 (속사포) 역 - 신흥무관학교 출신의 생계형 독립군 (특별출연)
- 최덕문 : 황덕삼 역 - 폭탄 전문가. 행동파 독립군 (특별출연)
- 조승우 : 김원봉 역 - 의열단 단장 (특별출연)

## 모티브
영화 밀정은 세계일보 김동진 기자가 쓴 책 '1923년 경성을 뒤흔든 사람들'(서해문집 간, 2010년)을 토대로 '황옥 경부 폭탄 사건'을 중심 모티브로 삼은 것으로 알려졌다.

## 수상 내역
- 2016년 제6회 아름다운 예술인상 대상 (송강호)
- 2016년 제36회 한국영화평론가협회상 최우수작품상, 음악상 (모그), 10대 영화상
- 2016년 제3회 한국영화제작가협회상 미술상 (조화성), 음악상 (모그)
- 2016년 제53회 대종상 남우조연상 (엄태구), 미술상 (조화성)
- 2017년 제8회 올해의 영화상 남우주연상 (송강호)
- 2017년 제37회 판타스포르토국제영화제 감독주간 감독상 (김지운)
- 2017년 제53회 백상예술대상 영화부문 남자 최우수연기상 (송강호)
- 2017년 제53회 백상예술대상 영화부문 감독상 (김지운)
- 2017년 제37회 황금촬영상 최우수 남우조연상 (엄태구)
- 2017년 제37회 황금촬영상 최우수 여우조연상 (한지민)
- 2017년 제37회 황금촬영상 작품대상
- 2017년 제17회 디렉터스 컷 시상식 특별언급상
- 2017년 제17회 대한민국청소년영화제 신인배우부문 인기영화인상 (엄태구)